# オイコーポレーション
株式会社オイコーポレーション（英: Oi Corporation Co.,LTD.）は、テレビ番組の企画・制作を始め、テレビ番組で使われているフリップ等を制作するデザイン部やビデオパッケージ、コンピューター関連のデザインや出版管理など、あらゆる制作を行うプロダクションである。日本映像事業協会正会員。

## 会社概要

### 役員
- 代表取締役 : 及川俊明
- 取締役 : 宮本稔、佐藤友香
- 顧問：荻野繁
- 監査役 : 横前稔

## 主な制作・スタッフ参加番組
※ 印はエンドロールに社名表示なし。

### 現在
TBS系
- アッコにおまかせ!
- 王様のブランチ
- ナイナイのお見合い大作戦!

フジテレビ系
- めざましテレビ
- 今夜はナゾトレ
- もしもツアーズ
- さまぁ〜ずの神ギ問
- ホンマでっか!?TV※
- 久保みねヒャダこじらせナイト※
- 深夜喫茶スジガネーゼ※
- 27時間テレビ

テレビ朝日系
- フリースタイルダンジョン

NHK
- NAOMIの部屋
- シブヤノオト

その他
- ご当地サタデー♪（J:COM）
- のばん組（BS日テレ）
- コサキンのラジオごっこ（MONDO TV）
- How to モンキーベイビー!（TOKYO MX）

### これまでの制作・スタッフ派遣番組
日テレ系
- 天声慎吾スペシャル

TBS系
- テレビ探偵団※
- TVジェネレーション※
- ワンダフル
- ジャスト※
- ガチンコ!※
- ガキバラ帝国2000!※
- USO!?ジャパン※
- サバイバー※
- Pooh!
- ディスカバ!99※
- ★愛と誠★※
- 爆笑問題のバク天!※
- 探険! ホムンクルス 〜脳と体のミステリー〜※
- 儲かりマンデー!!※
- オオカミ少年※
- DOORS※
- 中居正広のテレビ50年名番組だョ!全員集合笑った泣いた感動したあのシーンをもう一度夢の総決算スペシャル
- 全員正解あたりまえ!クイズ※
- 知ったかぶりクイズ!あなた説明できますか（毎日放送制作）※
- 10カラット※
- BLOG@GIRLS（BS-i）
- リンカーン
- 金曜プリティ
- もてもてナインティナイン※
- いっぷく!
- SASUKE
- 歌のゴールデンミュージック

フジテレビ系
- 笑っていいとも!
  - 笑っていいとも!増刊号
  - 笑っていいとも!特大号
  - 笑っていいとも!春・秋の祭典スペシャル
- オレたちひょうきん族※
  - ひょうきん予備校
- 最強運芸能人決定戦。※
- 夢がMORI MORI
- 新しい波※
- 上海ルーキーSHOW※
- おすピー&ロンブーの起きなさいよッ!!※
- 全国一斉!日本人テスト※
- 天才リトル※
- SMAP×SMAP（関西テレビ・フジテレビ系）※
- おじゃMAP!!
- 優しい人なら解ける クイズやさしいね
- 超ハマる!爆笑キャラパレード
- フルタチさん
- 人生のパイセンTV※
- 魁!ミュージック※
- AKBでアルバイト※
- 関根勤5ミニッツ・パフォーマンス（BSフジ）

NHK
- MUSIC JAPAN
- バナナ♪ゼロミュージック

テレビ朝日系
- クニーズへようこそ※
- えびす温泉※
- 小学生クラス対抗30人31脚
- 虎の門※
- くりぃむナントカ※
- やぐちひとり※

テレビ東京系
- おはスタ※
- ウラ関根TV※
- クエス・ファイブ※
- やりにげコージー※

BS朝日
- コサキンDEラ゛ジオ゛!（BS朝日）